# Jacob van Ruisdael

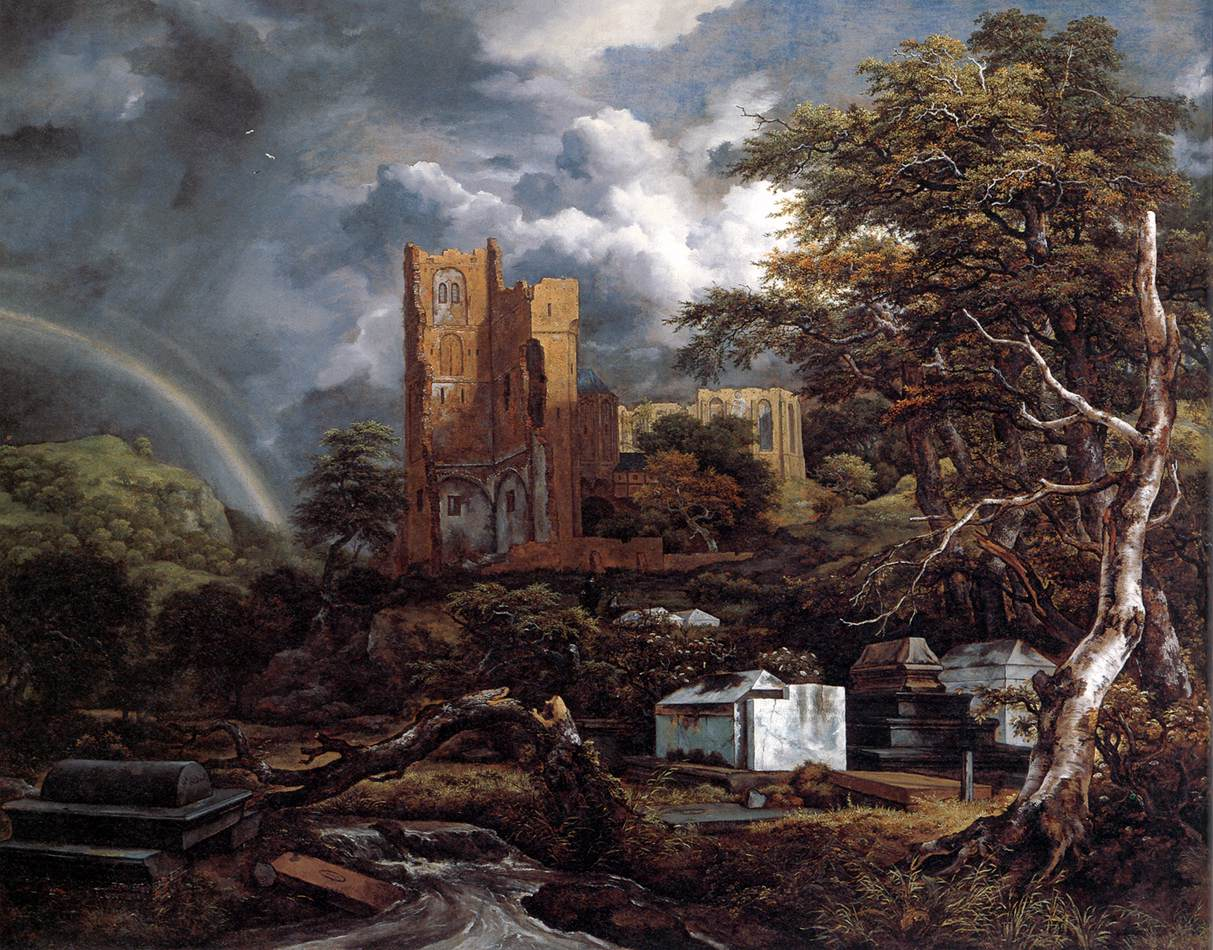
Cmentarz żydowski, ok. 1657, Detroit Institute of Arts

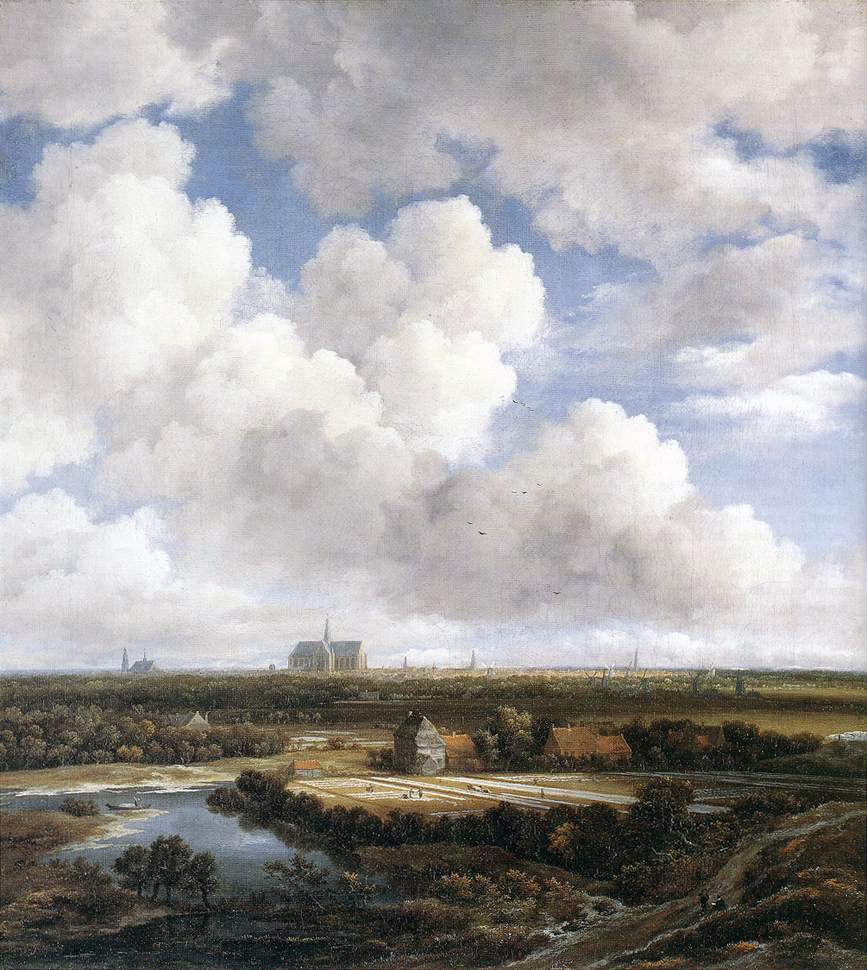
Widok Haarlemu z blichami, ok. 1665, Kunsthaus Zürich

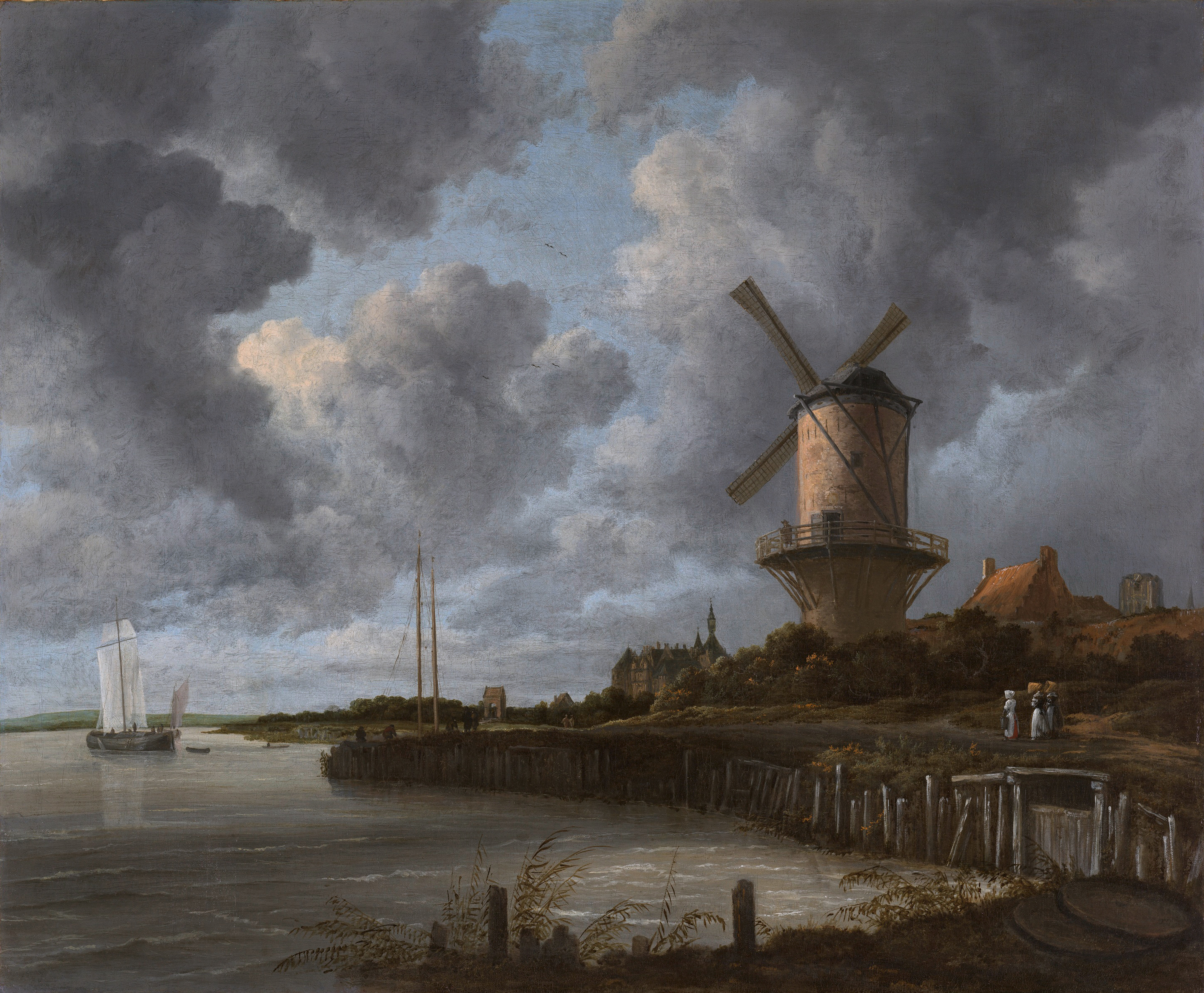
Wiatrak w Wijk koło Duurstede, ok. 1670, Rijksmuseum, Amsterdam

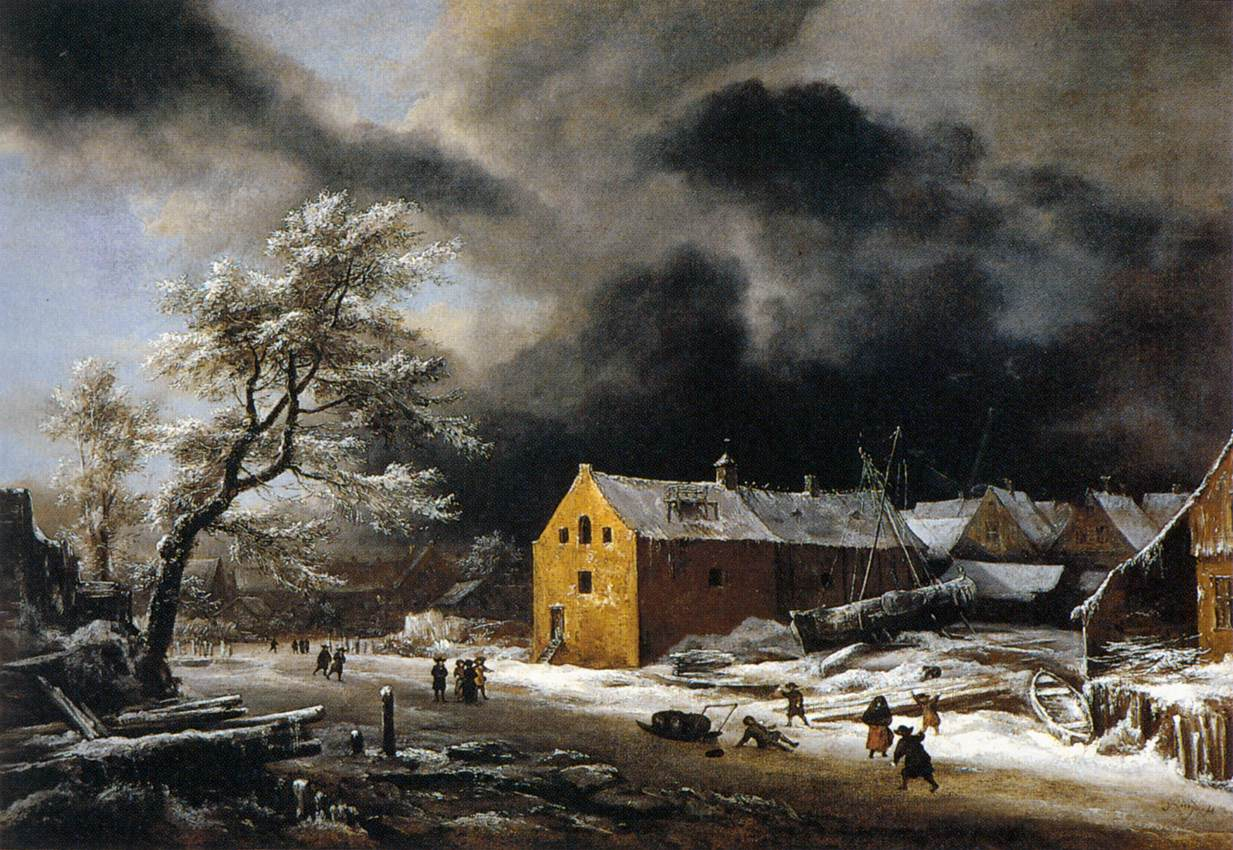
Pejzaż zimowy, ok. 1670, Muzeum Thyssen-Bornemisza

Jacob Izaakszoon van Ruisdael lub Ruysdael (ur. ok. 1628 w Haarlemie, zm. 14 marca 1682 tamże) – holenderski malarz, pejzażysta i grafik.

## Życiorys
Nazwisko rodzinne brzmiało Gooyer, ale bracia Salomon i Isaack (stryj i ojciec Jacoba) zmienili je na Ruisdael („szumiąca kaskada”), od nazwy pobliskiego zamku. Po śmierci pierwszej żony Isaack van Ruisdael poślubił w roku 1628 Maycken Cornelis. Jacob już jako chłopiec nie zastanawiał się długo nad wyborem zawodu – chciał być malarzem, jak ojciec i stryj. To od nich pobierał pierwsze lekcje. O malarstwie ojca, Isaacka, niewiele wiadomo. Zajmował się on oprawianiem obrazów i handlem sztuką, oraz projektowaniem motywów na tkaninach ozdobnych.
W roku 1648 Jacob został przyjęty do haarlemskiej gildii św. Łukasza. Po 1650 roku wyjechał na studia do wschodniej Holandii i Nadrenii. Opuścił gminę mennonicką i 14 czerwca 1657 roku przyjął chrzest w kościele reformowanym w Ankeveen. „Sądzić [...] wolno, że Ruisdael, przechodząc do Kościoła reformowanego, nie popełnił apostazji i raczej – po przeniesieniu się z Haarlemu do Amsterdamu – zmienił tylko członkostwo grupy społeczno-religijnej”. Razem z przyjacielem Claesem Berchem podróżował po Holandii, po czym zamieszkał na stałe w Amsterdamie i w roku 1659 został obywatelem tego miasta. Otworzył pracownię, w której kształcił się między innymi Hobbema. Obrazy Ruisdaela sprzedawały się bardzo dobrze, malarz uzbierał mały kapitał i prowadził dostatni, wygodny tryb życia holenderskiego mieszczanina.
W roku 1676 artysta ukończył studia medyczne na uniwersytecie w Caen i uzyskał tytuł doktora medycyny. Pracował jako lekarz w Haarlemie.
Był samotnikiem niedbającym o sukcesy, człowiekiem głęboko religijnym o naturze kontemplacyjnej. Pozostał kawalerem i zachował bliski kontakt z ojcem, który pod koniec życia pozostawał pod jego opieką. Mimo talentu i dobrego zawodu Jacob zmarł w nędzy w haarlemskim szpitalu 14 marca 1682 roku.

## Twórczość
Uznawany jest on za jednego z najwybitniejszych pejzażystów holenderskich. Malował przeważnie lasy, wodospady, rzadziej widoki morskie, równiny, krajobrazy zimowe lub widoki miast. Cechą charakterystyczną dla tego malarza jest dominacja drzew w ujęciu dramatycznym. Był malarzem o wyraźnych tendencjach moralizatorskich i symbolizujących, był być może ostatnim przed romantykami malarzem krajobrazów, dla którego natura miała sens symboliczny.
W jego pierwszych pracach widać było wpływ stylu stryja oraz Cornelisa Vrooma, np. Pejzaż wydm, 1646 (Ermitaż, St. Petersburg). Podczas pobytu w Amsterdamie zapoznał się ze sztuką Rembrandta, która wywarła duży wpływ na jego twórczość. Wielkie wrażenie wywarły na niego również prace Philipa Könincka, pod wpływem których tworzył rozległe panoramy pod szerokim niebem, widziane z najwyższego punktu, np. Wiatrak w Wijk koło Duurstede, 1670 (Rijksmuseum, Amsterdam). Równocześnie wiele uwagi poświęcał motywowi spienionego potoku górskiego w ciemnych lasach, do czego inspirowały go dzieła Allarta van Everdingena; przypuszcza się, że swoich górskich widoków nie doświadczył nigdy osobiście. W latach 60. malował wiele scen zimowych o posępnym nastroju, np. Pejzaż zimowy, 1661 (Gemaldgalerie, Berlin).
Jego pejzaże nie ukazywały konkretnych fragmentów natury („Nigdy nie jest to natura widziana obiektywnie, nie jest to inwentaryzacja rzeczywistości.”), bardziej bywały one odzwierciedleniem stanu ducha, obiektem medytacji. Cmentarz żydowski jest na przykład połączeniem motywu cmentarza żydowskiego w Amsterdamie z ruinami kościoła w Brederode w całości symbolizującym znikomość ludzkiego życia i wysiłków. W obrazie Krzak artysta ukazał jedynie krzew szarpany na wydmie wichurą, ale wczepiony korzeniami w jałową glebę. Szczególnie ostatnie dzieła malarze wieńczą jego widoczną i wcześniej skłonność do ekspresyjnego heroizowania topografii.
Kolejność prac wykonywanych w ostatniej fazie twórczości nie jest znana, gdyż po 1663 roku artysta zaprzestał datowania obrazów.

## Dzieła artysty (wybór)
- Krajobraz nad wodospadem, ok. 1668, olej na płótnie, Rijksmuseum, Amsterdam
- Wiatrak w Wijk koło Duurstede, ok. 1670, olej na płótnie 83 × 101 cm, Rijksmuseum, Amsterdam
- Pejzaż zimowy, 1670, olej na płótnie, 42 × 49,7 cm, Rijksmuseum, Amsterdam
- Piaszczysty brzeg, 1647, olej na drewnie, 66 x 97 cm, Nivaagaards Malerisamling, Nivå (Dania)
- Wielki las, ok. 1655-1660, płótno, 139 x 180 cm, Muzeum Historii Sztuki, Wiedeń
- Wzburzone morze z żaglowcami, ok. 1668, olej na płótnie, 49 x 61 cm, Muzeum Narodowe Thyssen-Bornemisza, Madryt
- Moczary, ok. 1660-1670, olej na płótnie, 72 x 99 cm, Ermitaż, Petersburg
- Zarośla w pobliżu Haarlem, ok. 1660, płótno, 68 x 82 cm, Luwr, Paryż
- Haarlem z wydm na północnym zachodzie, ok. 1670, płótno, 54,1 x 66,9 cm, Galeria Malarstwa, Berlin
- Widok zamku Bentheim, 1653, olej na płótnie, 110 × 114 cm, National Galery of Ireland, Dublin
- Pejzaż z młynem wodnym, ok. 1653, olej na płycie dębowej, 37,6 x 44 cm, Museum Boijmans Van Beuningen, Rotterdam
- Wodospad w skalistym pejzażu, 1660–1670, płótno, 98,5 × 66,2 cm, National Gallery, Londyn